# Lady Gaga Fame
Lady Gaga Fame — парфюмерная вода унисекс от американской певицы Lady Gaga. Аромат был выпущен 22 августа 2012 года в Музее Соломона Гуггенхайма и в магазинах сети розничной торговли Macy’s в США, а также в ряде сетевых магазинов Великобритании. Релиз во всём мире начался в сентябре под маркой певицы Haus Laboratories совместно с Coty, Inc. Парфюмерная вода, в отличие от традиционной пирамидальной структуры, имеет технологию «push-pull», где все ноты имеют одинаковую выраженность.

## Продукция
- Eau de Parfum 100 мл/ 3.4 oz (именуемые Masterpiece (рус. Шедевр). Парфюмерная вода. Примечание: духи с твёрдой металлической крышкой)
- Eau de Parfum 50 мл/ 1.7 oz (Парфюмерная вода)
- Eau de Parfum 30 мл/ 1.0 oz (Парфюмерная вода)
- Rollerball 10 мл/ 0.34 oz (Парфюмерная вода)
- Black Soap 5.0 oz (Мыло)
- Black Body Lotion 200 мл/ 6.7 oz (Лосьон для тела)
- Black Shower Gel 200 мл/ 6.7 oz (Гель для душа)

### Подарки
- Набор накладных ногтей (англ. Twenty fake nails)
- Несессер (англ. Vanity Case)
- Косметичка (англ. Tote Bag)
- Очки (англ. Fame Sunglasses)
- Вуаль (англ. Fame Veil)
- Брошь (англ. Fame Brooch)
- Конфеты M&Ms (англ. Fame M&Ms)
- Леденец (англ. Fame Lollipop)
- Рубашка (англ. Fame Shirt)
- Тату (англ. Fame Tattoo)

## История

### Создание
В июле 2010 года британский журнал «Marketing» сообщил, что певица Lady Gaga начала работать над «необычным» ароматом совместно с компанией Coty. Inc., с запланированной датой выхода к Рождеству этого года, также было сказано, что выход будет сопровождаться масштабной рекламной кампанией. Вице-президент Стив Морморис Coty Beauty опроверг эти сведения.
Я ничего не знаю об этом проекте. Это совершенно ложные слухи.
Несколько месяцев спустя, в сентябре, Морморис объявил, что певица согласилась на долгосрочное лицензионное соглашение, позволяющее Coty Inc. выпускать ароматы под её именем, датой выхода первого аромата будет весна 2012 года. В октябре 2010 года веб-сайт TMZ сообщил, что товарный знак на парфюмерную воду был подан под именем «Monster». В июне 2012 года представительство компании Coty Inc. в пресс-релизе объявило, что духи будут называться «Lady Gaga Fame».

### Характеристика аромата
В начале 2012 года стали появляться сообщения о том, что Lady Gaga хотела бы создать духи с запахом крови и спермы. Тем не менее, певица заявила, что, хотя запах и будет основан на молекулярной структуре этих двух веществ, но духи не будут иметь их запах. Певица рассказала, что молекулярная структура крови будет основана про образцу её крови.
Чувство, будто вы нанесли меня на свою кожу.
Также, певица пояснила, что духи не будут пахнуть кровью и спермой, а «дорогой проституткой».

Слезы белладонны, молотое сердце тигровой орхидеи с чёрной вуалью ладана, измельчённый абрикос в сочетании эссенции шафрана и капли мёда,
Оригинальный текст (англ.)Tears of belladonna, crushed heart of tiger orchidea with a black veil of incense, pulverized apricot and the combinative essences of saffron and honey drops
— надпись на упаковке духов
Вместо пирамидальной структуры, используемой в большинстве духов, в «Lady Gaga Fame» используется технология «push-pull», где все ноты аромата демонстрируются одинаковой насыщенностью. По аналогии с традиционными верхними, средними и базовыми нотами, духи базируются на трех типах нот:
- Тёмные ноты: белладонна.
- Чувственные ноты: мёд, шафран, абрикос.
- Светлые ноты: тигровая орхидея.

Смешание этих трёх нот создаёт сладкий фруктовый аромат. Духи отображают привлекательность славы и богатства, с помощью своего сладкого запаха и колпачка, выполненному в виде золотой короны. Тема славы часто затрагивается в творчестве Lady Gaga и её карьере. По словам певицы, включение в состав духов ядовитой белладонны, наряду с чёрной жидкостью духов, представляют собой тёмный и разрушительный эффект славы. На упаковке указано, что духи тёмные, как и слава. Духи, уникальны ещё и тем, что при нанесении на кожу или одежду, становятся совершенно бесцветными и не оставляют налёта. По данным из пресс-релиза Coty Inc., это первые духи использующие такую технологию.

### Создание флакона
Флакон, разработанный Lady Gaga и фотографом Ником Найтом, был описан в журнале «Billboard», как «простой и непритязательный» и «увенчанный острыми и необычными шипами, золотой крышкой». Многие представители элиты и медийные личности были удивлены изощрённым флаконом, в сравнении с другими ароматами знаменитостей. Духи выпускаются в двух версиях: бюджетная версия включает в себя флакон с меньшим объёмом и пластиковой крышкой; «Premiere edition», заявленный как «Шедевр», имеет большой флакон с металлической крышкой.

## Выпуск
Lady Gaga Fame был выпущен в сентябре 2012 года под собственной маркой певицы парижского отделения Haus Laboratories совместно с Coty Inc. В США он был выпущен в сетевых магазинах розничной торговли Macy's 22 августа. Стивен Кляйн, известный фотограф и режиссёр, работавший ранее с Леди Гага над её клипом «Alejandro», управлял рекламной кампанией, стал официальным фотографом всех постеров и буклетов. Рекламная кампания сравнивалась с фильмом о путешествиях Гулливера. 18 июля 2012 года вышел двухминутный чёрно-белый рекламный ролик под названием «Formulation», созданный Тодом Турсо, Регги Ноу, Робом Инглишем и Кеннет Робин. В ролике показывается процесс создания аромата, где мужчины-модели в лабораторных костюмах смешивают различные химикаты, варя их, создавая духи. Сама Леди Гага не появляется в ролике. Певица появилась на обложке сентябрьского выпуска журнала Vogue, рекламирую свои новые духи.

### Рекламный ролик
14 августа 2012 года Lady Gaga выпустила 30-секундный рекламный трейлер «Lady Gaga Fame», в котором используется её песня «Scheiße» в качестве фонового музыкального сопровождения. 23 августа 2012 года, на следующий день после официального релиза аромата в магазинах «Macy’s», Lady Gaga выпустила второй рекламный видеоролик. Видео продолжает сюжетную линию первого трейлера. В видео Lady Gaga показывается с чёрными подтёками на лице, словно её чёрная парфюмированная вода. В конце выступления, Lady Gaga встаёт в позу, похожую на позу Гулливера из фильма, превращаясь в золотую статую, похожую на колпачок флакона духов. Позже в этот же день, вышел последний рекламный ролик на ТВ. Lady Gaga стоит между двумя рядами мужчин-моделей. По одну сторону стоят мужчины одетые в латексные костюмы, частично обнажённые, с другой стороны мужские фигуры в длинных платьях с обнажёнными спинами. Их лица замаскированы пластиковыми панелями. Также стоят две гигантские статуи Lady Gaga, на одну пытается залезть крошечный мужчина, другая полностью отлита из золота.
Полный рекламный ролик был выпущен 13 сентября 2012 года, во время презентации аромата в Музее Гуггенхайма и на сайте Littlemonsters.com. Режиссёром видео стал Стивен Кляйн, уже работавший с певицей над её клипом «Alejandro».